# ATI Technologies
ATI Technologies Inc. là một hãng sản xuất và thiết kế lớn chuyên về chipset GPU (Graphics Processing Unit) chuyên dùng cho bo mạch chủ, card đồ hoạ và TV. Có thể nói ATI là đối thủ đáng gờm số một của NVIDIA (nhà sản xuất GPU số một thế giới) về việc sản xuất chipset cho card đồ hoạ chuyên dụng cho gaming và tác vụ đồ họa, nổi tiếng với dòng GPU Radeon và công nghệ CrossFire X.
Phần mềm điều khiển GPU ATI được bến đến dưới tên gọi Catalyst Control Center (hay còn gọi là CCC.exe).
Năm 2006, ATI đã được AMD mua lại và sáp nhập. Dòng GPU Radeon hiện nay mang logo của AMD.

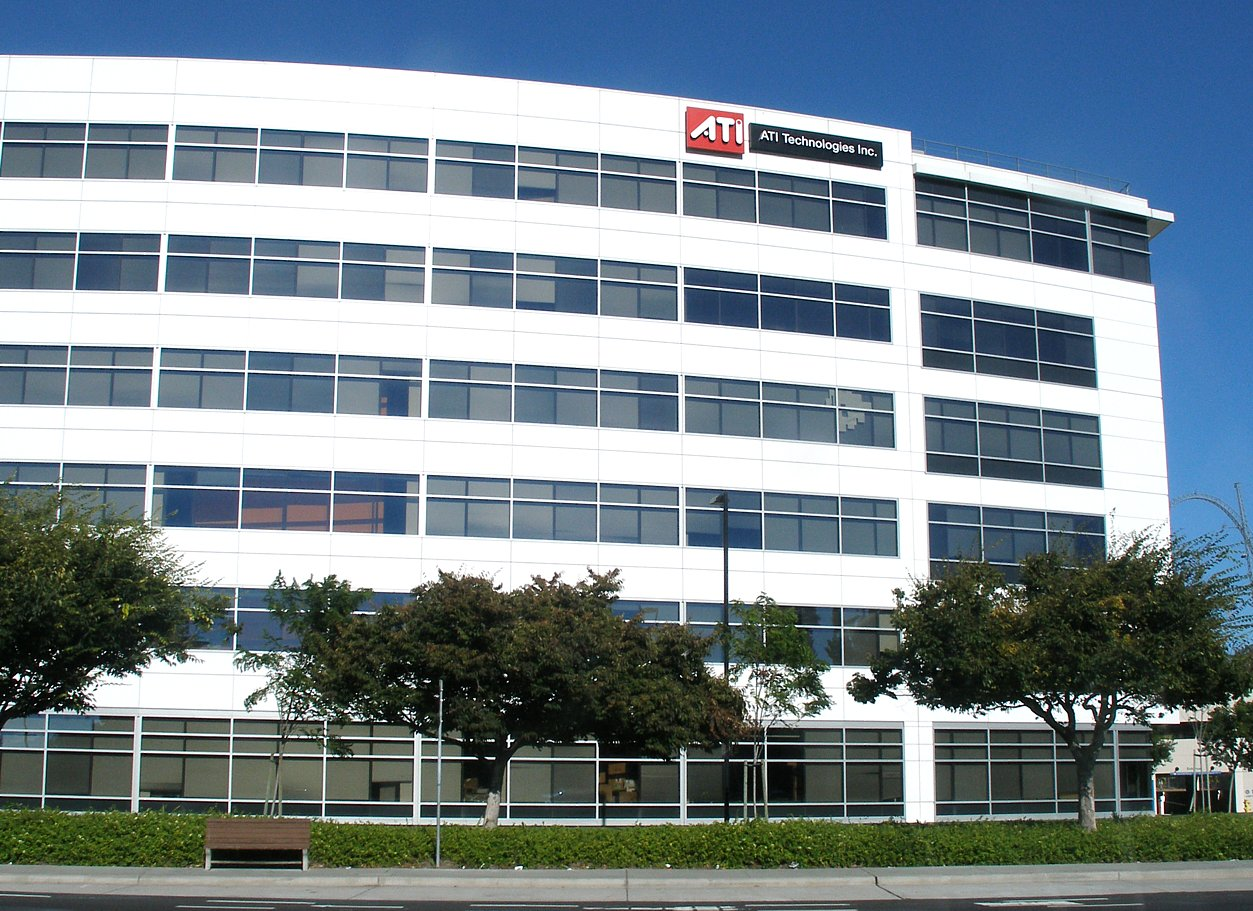
Trụ sở ATI Technologies tại thung lũng Silicon, Santa Clara, California ngày 09/09/2006.

ATI Technologies Inc. gia nhập thị trường sản xuất card đồ họa chính thức vào năm 1986, luôn cạnh tranh với NVIDIA về hiệu năng và tính năng, luôn cố gắng vượt lên ở một chức năng nào đó với giá cả rẻ hơn GPU của NVIDIA kể cả khi đã thuộc về AMD.
Năm 2019, sản phẩm mới nhất của hãng là card đồ họa AMD GPU Radeon VII trên tiến trình 7 nm cùng với Kiến trúc NAVI cạnh tranh với kiến trúc Turing của NVIDIA trong việc hỗ trợ ánh sáng theo thời gian thực (Ray Tracing) và trải nghiệm gaming có độ phân giải cao.

## Lịch sử
Các sản phẩm ban đầu của ATI Technologies Inc. khá sơ khai. Mãi đến năm 1994 và 1995 thì GPU của hãng mới có khả năng xử lý đồ họa 3D.

Đến năm 2001, GPU của ATI được sản xuất trên tiến trình 150 nm.

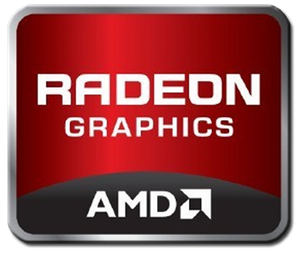
Thương hiệu Radeon của ATI giờ mang nhãn của công ty mẹ AMD

Năm 2002 ATI thể hiện đột phá vượt qua NVIDIA với kiến trúc Radeon 9700 Pro, là card đồ họa đầu tiên hỗ trợ directX 9 của Microsoft. Ngay sau khi NVIDIA tung ra Geforce FX 5800 Ultra để cạnh tranh, ATI đã trả đũa bằng card đồ họa Radeon 9800 Pro, qua đó gia tăng khoảng cách hiệu năng với đối thủ mặc dù vẫn giữ mức giá rẻ hơn,
Năm 2006, ATI được AMD mua lại và hợp nhất.
Năm 2010, các card đồ họa của ATI không còn mang tên ATI Radeon nữa mà được dán nhãn AMD với AMD Radeon HD6970 trên tiến trình 28 nm.
GPU Adreno của Qualcomm đến từ bộ phận di động ATI Radeon (Adreno là đảo chữ cái) của AMD. Nhưng AMD đã quyết định không nghiên cứu sản xuất chip di động và sau đó bán bộ phận này.

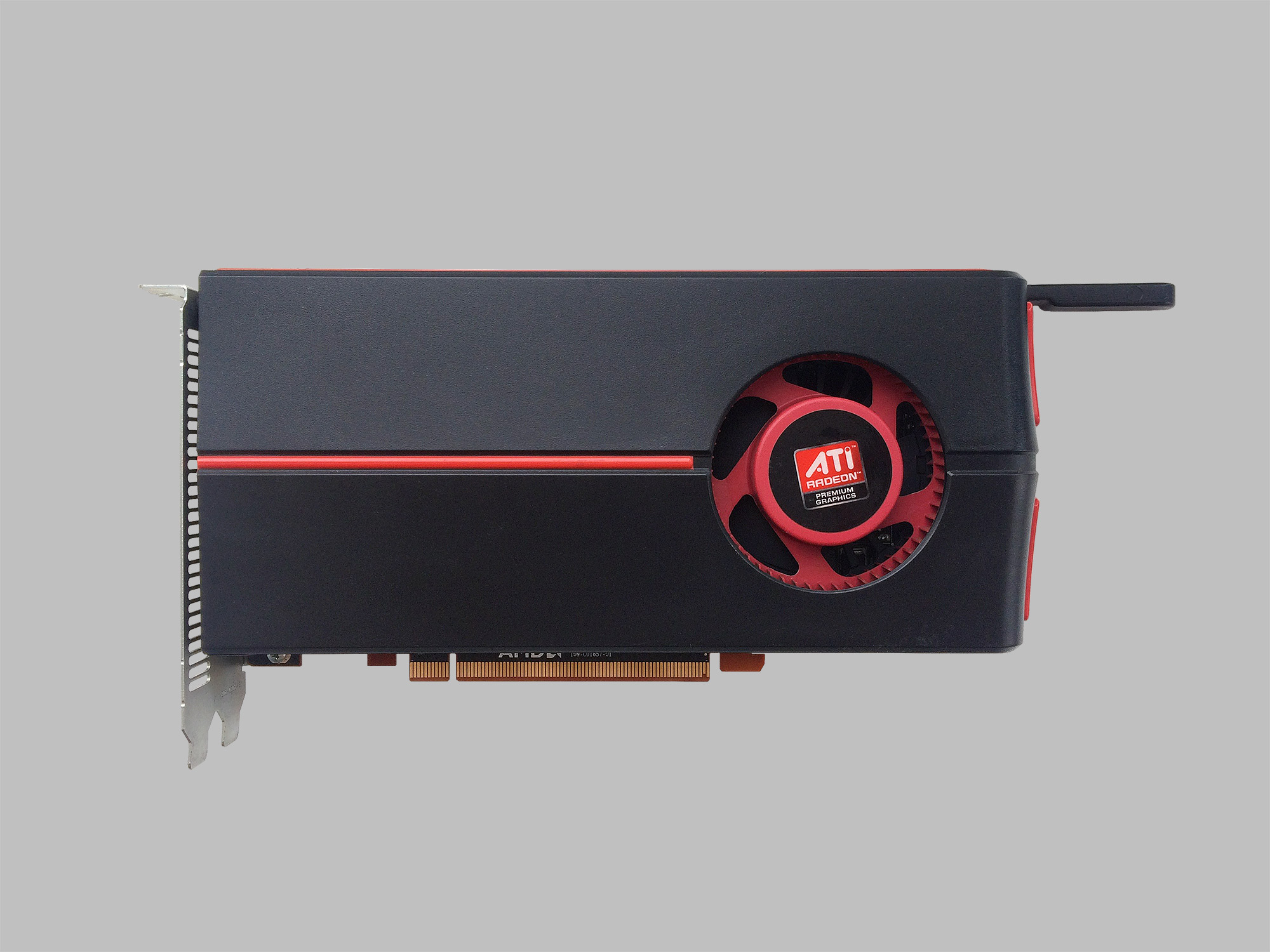
Card đồ họa ATI Radeon HD 5770 ra mắt tháng 10 năm 2009
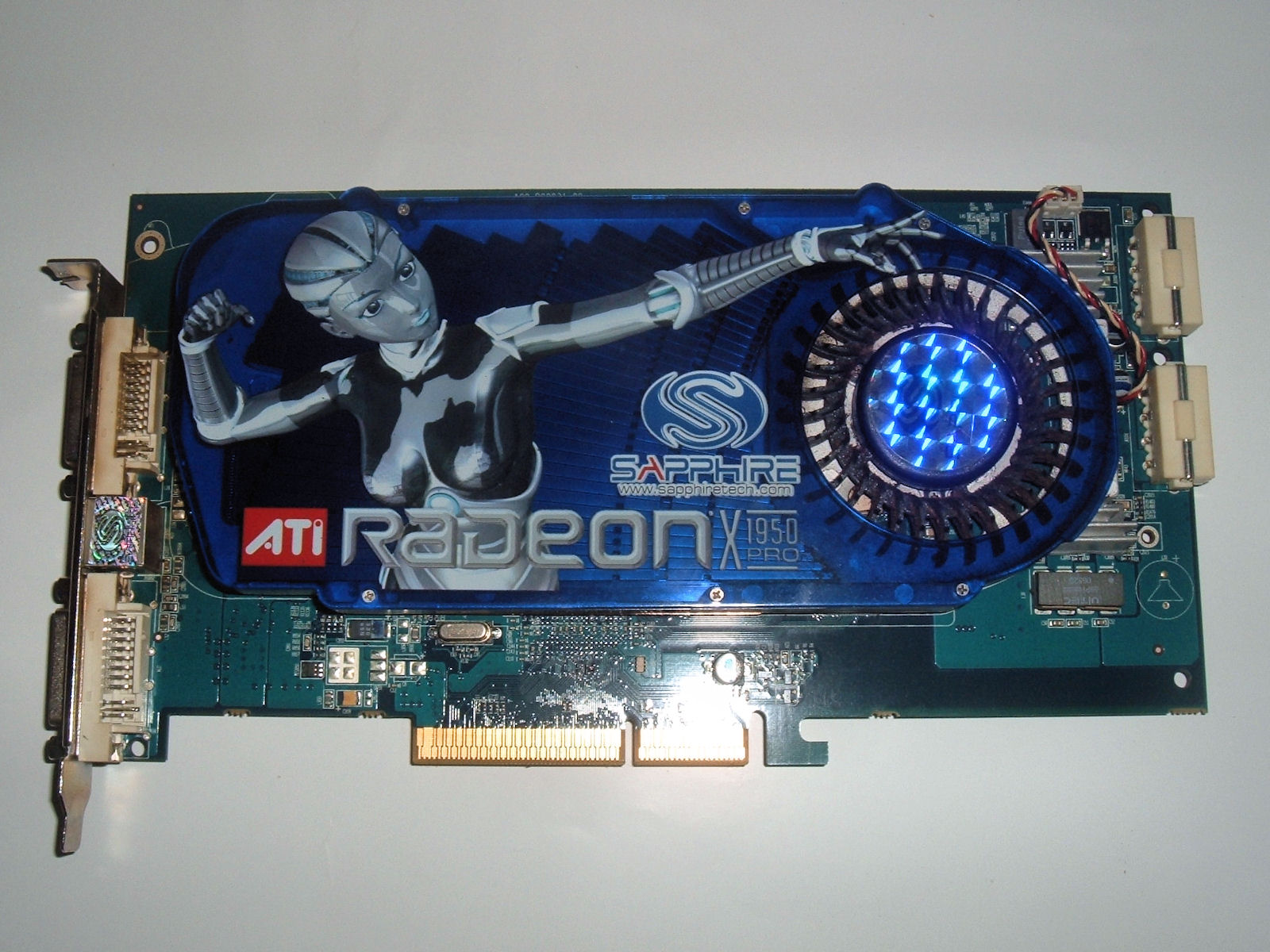
Card đồ họa ATI Radeon Sapphire X1950 Pro ra mắt tháng 10 2006
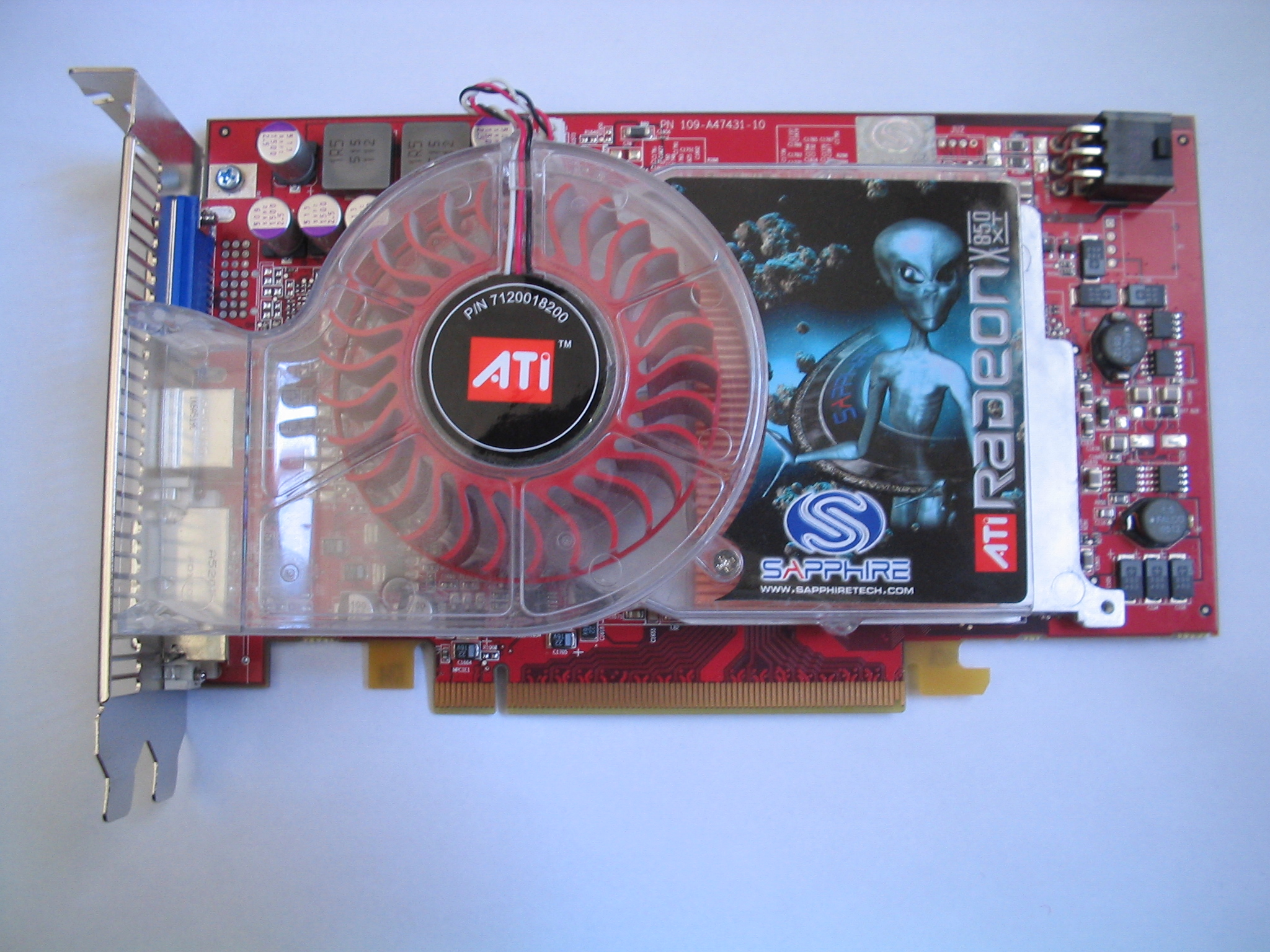
Card đồ họa Sapphire ATI X850XT ra mắt 21/12/2004
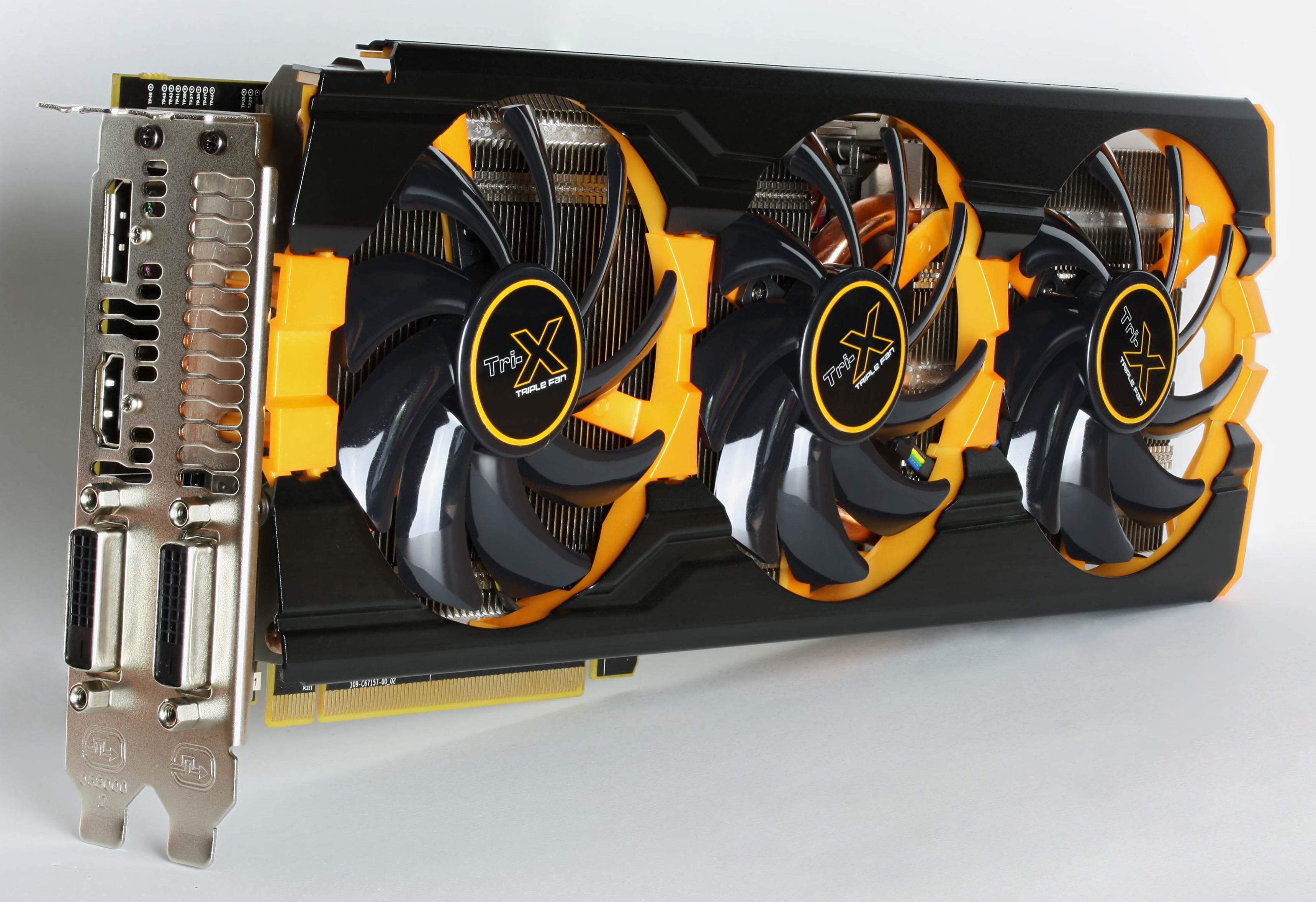
Card đồ họa AMD Sapphire Radeon R9 290X ra mắt ngày 24/10/2013